# Aspidonepsis reenensis
Aspidonepsis reenensis là một loài thực vật có hoa trong họ La bố ma. Loài này được (N.E.Br.) Nicholas & Goyder mô tả khoa học đầu tiên năm 1992.